# Grand Prix Formule 1 van Spanje 2008
De Grand Prix Formule 1 van Spanje 2008 werd gehouden van 25 tot 27 april 2008 op het Circuit de Catalunya. Het is de 18e race op dit circuit en de 39e in dit land.

## Kwalificatie
| Positie | Nummer | Naam                 | Team                | Q1       | Q2       | Q3       |
| ------- | ------ | -------------------- | ------------------- | -------- | -------- | -------- |
| 1       | 1      | Kimi Räikkönen       | Ferrari             | 1:20.701 | 1:20.784 | 1:21.813 |
| 2       | 5      | Fernando Alonso      | Renault             | 1:21.347 | 1:20.804 | 1:21.904 |
| 3       | 2      | Felipe Massa         | Ferrari             | 1:21.528 | 1:20.584 | 1:22.058 |
| 4       | 4      | Robert Kubica        | BMW Sauber          | 1:21.423 | 1:20.597 | 1:22.065 |
| 5       | 22     | Lewis Hamilton       | McLaren-Mercedes    | 1:21.366 | 1:20.825 | 1:22.096 |
| 6       | 23     | Heikki Kovalainen    | McLaren-Mercedes    | 1:21.430 | 1:20.817 | 1:22.231 |
| 7       | 10     | Mark Webber          | Red Bull-Renault    | 1:21.494 | 1:20.984 | 1:22.429 |
| 8       | 11     | Jarno Trulli         | Toyota              | 1:21.158 | 1:20.907 | 1:22.529 |
| 9       | 3      | Nick Heidfeld        | BMW Sauber          | 1:21.466 | 1:20.815 | 1:22.542 |
| 10      | 6      | Nelson Piquet jr.    | Renault             | 1:21.409 | 1:20.894 | 1:22.699 |
| 11      | 17     | Rubens Barrichello   | Honda               | 1:21.548 | 1:21.049 |          |
| 12      | 8      | Kazuki Nakajima      | Williams-Toyota     | 1:21.690 | 1:21.117 |          |
| 13      | 16     | Jenson Button        | Honda               | 1:21.757 | 1:21.211 |          |
| 14      | 12     | Timo Glock           | Toyota              | 1:21.427 | 1:21.230 |          |
| 15      | 7      | Nico Rosberg         | Williams-Toyota     | 1:21.472 | 1:21.349 |          |
| 16      | 14     | Sébastien Bourdais   | Toro Rosso-Ferrari  | 1:21.540 | 1:21.724 |          |
| 17      | 9      | David Coulthard      | Red Bull-Renault    | 1:21.810 |          |          |
| 18      | 15     | Sebastian Vettel     | Toro Rosso-Ferrari  | 1:22.108 |          |          |
| 19      | 21     | Giancarlo Fisichella | Force India-Ferrari | 1:22.516 |          |          |
| 20      | 20     | Adrian Sutil         | Force India-Ferrari | 1:23.224 |          |          |
| 21      | 19     | Anthony Davidson     | Super Aguri-Honda   | 1:23.318 |          |          |
| 22      | 18     | Takuma Sato          | Super Aguri-Honda   | 1:23.496 |          |          |

## Race
| Positie | Nummer | Naam                 | Team                | Ronden | Tijd/Oorzaak uitval | Grid | Punten |
| ------- | ------ | -------------------- | ------------------- | ------ | ------------------- | ---- | ------ |
| 1       | 1      | Kimi Räikkönen       | Ferrari             | 66     | 1:38:19.051         | 1    | 10     |
| 2       | 2      | Felipe Massa         | Ferrari             | 66     | + 3.228             | 3    | 8      |
| 3       | 22     | Lewis Hamilton       | McLaren-Mercedes    | 66     | + 4.187             | 5    | 6      |
| 4       | 4      | Robert Kubica        | BMW Sauber          | 66     | + 5.694             | 4    | 5      |
| 5       | 10     | Mark Webber          | Red Bull-Renault    | 66     | + 35.938            | 7    | 4      |
| 6       | 16     | Jenson Button        | Honda               | 66     | + 53.010            | 13   | 3      |
| 7       | 8      | Kazuki Nakajima      | Williams-Toyota     | 66     | + 58.244            | 12   | 2      |
| 8       | 11     | Jarno Trulli         | Toyota              | 66     | + 59.435            | 8    | 1      |
| 9       | 3      | Nick Heidfeld        | BMW Sauber          | 66     | + 1:03.073          | 9    |        |
| 10      | 21     | Giancarlo Fisichella | Force India-Ferrari | 65     | + 1 ronde           | 19   |        |
| 11      | 12     | Timo Glock           | Toyota              | 65     | + 1 ronde           | 14   |        |
| 12      | 9      | David Coulthard      | Red Bull-Renault    | 65     | + 1 ronde           | 17   |        |
| 13      | 18     | Takuma Sato          | Super Aguri-Honda   | 65     | + 1 ronde           | 22   |        |
| Ret     | 7      | Nico Rosberg         | Williams-Toyota     | 41     | Motor               | 15   |        |
| Ret     | 5      | Fernando Alonso      | Renault             | 34     | Motor               | 2    |        |
| Ret     | 17     | Rubens Barrichello   | Honda               | 34     | Schade botsing      | 11   |        |
| Ret     | 23     | Heikki Kovalainen    | McLaren-Mercedes    | 21     | Ongeluk             | 6    |        |
| Ret     | 19     | Anthony Davidson     | Super Aguri-Honda   | 8      | Doorboorde radiator | 21   |        |
| Ret     | 14     | Sébastien Bourdais   | Toro Rosso-Ferrari  | 7      | Schade botsing      | 16   |        |
| Ret     | 6      | Nelson Piquet jr.    | Renault             | 6      | Botsing             | 10   |        |
| Ret     | 20     | Adrian Sutil         | Force India-Ferrari | 0      | Botsing             | 20   |        |
| Ret     | 15     | Sebastian Vettel     | Toro Rosso-Ferrari  | 0      | Botsing             | 18   |        |

## Wetenswaardigheden
- Raceleiders: Kimi Räikkönen 62 (1-20, 25-66), Lewis Hamilton 1 (21) en Nick Heidfeld 3 (22-24).
- Dit is de eerste keer voor Fernando Alonso dat hij uitvalt in de Grand Prix van Spanje.
- Laatste race: Super Aguri F1 en haar coureurs Takuma Sato en Anthony Davidson.
- Eerste punten voor Honda in 2008.

## Statistieken
| Snelste ronde | Kimi Räikkönen | Ferrari | 1:21.670 |

1913 · 1923 · 1926 · 1927 · 1933 · 1934 · 1935 · 1951 · 1954 · 1967 · 1968 · 1969 · 1970 · 1971 · 1972 · 1973 · 1974 · 1975 · 1976 · 1977 · 1978 · 1979 · 1980 · 1981 · 1986 · 1987 · 1988 · 1989 · 1990 · 1991 · 1992 · 1993 · 1994 · 1995 · 1996 · 1997 · 1998 · 1999 · 2000 · 2001 · 2002 · 2003 · 2004 · 2005 · 2006 · 2007 · 2008 · 2009 · 2010 · 2011 · 2012 · 2013 · 2014 · 2015 · 2016 · 2017 · 2018 · 2019 · 2020 · 2021 · 2022 · 2023 · 2024 · 2025 · 2026